# Oben
Oben is een bestuurslaag in het regentschap Kupang van de provincie Oost-Nusa Tenggara, Indonesië. Oben telt 1038 inwoners (volkstelling 2010).